# Ceci n'est pas une triple
Ceci n'est pas une triple is een Belgisch bier van hoge gisting.
Het bier wordt sinds 2012 gebrouwen in 't Hofbrouwerijke te Beerzel. 
Het is een goudblond bier, type tripel met een alcoholpercentage van 8%. 
Het bier werd gebrouwen door Jef Goetelen in samenwerking met de bierfirma Ceci n'est pas une bière uit Aalter.